# Plasmin
Plasmin ist ein Enzym aus der Gruppe der Peptidasen, das viele Proteine im Blutplasma spalten und abbauen kann. Diese Eigenschaft wird besonders am Fibrin in Blutgerinnseln wirksam. Der dabei ablaufende Prozess wird Fibrinolyse (Fibrinspaltung) genannt.
Plasmin ist eine Serinproteinase, die aus dem Vorläufer Plasminogen gebildet wird.

## Geschichte
Kenneth M. Moser (* 1929) berichtete 1951 davon, dass Plasmin bei akuter tiefsitzender Thrombophlebitis angewendet werden kann. Er nutzte die lokale Applikation. 1955 verabreichte William Smyth Tillett es zum ersten Mal intravenös.
Auch in den Jahren 1956 und 1957 therapierte Eugene E. Cliffton Thrombophlebitis erfolgreich mit Plasmin.
1967 fand A. L. Dechter die analgetische Wirkung des Stoffes bei wiederholter intravenöser Gabe. Und A. P. Fletcher nutzte es zur Behandlung von tuberkulöser Meningitis.

## Plasminogen
Plasmin wird in einer Vorstufe als Plasminogen von der Leber synthetisiert und in die Blutbahn ausgeschüttet und ist als solches auch messbar. Plasminogen hat eine biologische Halbwertszeit von 2,2 Tagen.
Freies, aktives Plasmin ist im normalen Blut nicht oder nur in geringster Menge nachweisbar.
Plasminogen wird aus Citratblut bestimmt. Der Normalwert im Blut liegt bei:
- Plasminogen-Aktivität 85–110 %
- Plasminogen-Konzentration 0,2 g/l

Menschliches Plasminogen ist auch der erste Marker gewesen, der durch seine spezifische Bindung verlässlich zwischen pathologisch gefaltetem Prionprotein (PrPSc) und der normalen zellulären Form des Proteins (PrPC) unterscheiden kann.

## Funktion
Die Hauptaufgabe des Plasmins ist die Fibrinspaltung. Man kann Plasmin als die Fibrin-Schere im Gerinnungssystem bezeichnen. Das Thrombin wäre dann das Gegenteil, nämlich der Webstuhl der Fibringerinnung.
Auch die lösliche Vorstufe des Fibrins, das Fibrinogen, wird durch Plasmin in Fibrinogenspaltprodukte zerteilt. Die Fibrin(ogen)-Spaltprodukte hemmen ihrerseits die Fibrinvernetzung.
Die Spezifität des Plasmins gegenüber Fibrin resultiert aus der Tatsache, dass sich Plasminogen während der Gerinnung an Fibrinfäden heftet und erst dort aktiviert wird.
Serinproteasen wie das Plasmin entfalten irreversible Wirkungen. Dies steht im Gegensatz zu den meisten anderen Enzymen, die biochemische Reaktionen in beide Richtungen katalysieren.
Als Serin-Protease besitzt auch Plasmin in seiner Aminosäuresequenz die sogenannte katalytische Triade
- Serin 195,
- Histidin 57 und
- Asparaginsäure 102

Plasmin wirkt autokatalytisch d. h., es wandelt weitere Moleküle von Plasminogen in aktives Plasmin um: Das Proenzym ist also Substrat des aktivierten Enzyms.
```
          t-PA (Plasminogenaktivatoren)
          u-PA
            ↓
Plasminogen → Plasmin
                 ↓
          Fibrin → Fibrinspaltprodukte
```

Neben seiner fibrinolytischen Aktivität kann Plasmin verschiedene andere Proteine spalten:
- Es aktiviert Kollagenasen,
- Es aktiviert einige Mediatoren des Komplementsystems
- Es verdünnt die Wand des Graafschen Follikels am Beginn der Ovulation
- Es löst Fibrin, Fibronektin, Thrombospondin, Laminin und den Von-Willebrand-Faktor (vWF) auf.

Plasmin ist außerdem ein sehr wirksamer Aktivator von Monozyten.
Bei der Rückbildung der weiblichen Brust nach dem Abstillen spielt das Plasminogen-/Plasmin-System eine wichtige Rolle.
Generell gerät Plasmin und Plasminogen in gewissen Mengen aus dem Blut in die Milch, was auch in Kuh-, Schaf und Ziegenmilch vor allem für die Produktion von Käse eine Bedeutung hat, da durch die proteolytische Aktivität von Plasmin bestimmte Spaltprodukte mit einem spezifischen Aroma entstehen.
Die Wirksamkeit von oralem Plasmin als tumorhemmender Stoff ist unbewiesen und unwahrscheinlich, da Plasmin durch die Verdauung zerstört wird.
Tumorzellen selbst dagegen nutzen ihrerseits produziertes Plasmin dazu, den andernfalls ihre Apoptose auslösenden Fas-Liganden des körpereigenen Immunsystems zu proteolysieren und sich so am Leben zu erhalten.

## Aktivierung
Plasminogen wird durch folgende Stoffe aktiviert:
- Gewebsplasminogenaktivator (= tissue plasminogen activator) tPA,
- Urokinase Plasminogen activator (uPA)
- Streptokinase
- Fibrin (Faktor Ia)
- GerinnungsFaktor XII (Hageman factor).

## Inaktivierung
Es wird durch folgende Stoffe inaktiviert:
- natürlich
  - Alpha 2-antiplasmin, ein Serinproteasehemmer
  - Alpha-2-Makroglobulin
- medikamentös
  - Aprotinin
  - ε-Aminocapronsäure
  - para-Aminomethylbenzoesäure (PAMBA)
  - Tranexamsäure

ε-Aminocapronsäure, para-Aminomethylbenzoesäure und Tranexamsäure zählen zu den ε-Aminocarbonsäuren. Dies sind synthetische Stoffe, die dem Lysin ähneln. Sie blockieren den Lysinbindungsplatz am Plasmin, der für die Enzymwirkung des Plasmins essentiell ist.
Mangel an Plasmin kann zu Thrombosen führen, da dann die Gerinnselauflösung nicht richtig funktioniert. Arsen blockiert die Produktion von Plasmin und entfaltet darüber einen Teil seiner chronischen Toxizität an den Gefäßen.

## Varianten
Eine verkürzte Variante des Plasmins (Ocriplasmin) wird in der Augenheilkunde verwendet.